# عائد الاستثمار
عائد الاستثمار (ROI) هو النسبة بين صافي الربح وتكلفة الاستثمار الناتجة عن استثمار بعض الموارد. ارتفاع عائد الاستثمار يعني مكاسب الاستثمار بشكل إيجابي على تكلفتها. كمقياس للأداء يتم استخدام عائد الاستثمار لتقييم كفاءة الاستثمار أو لمقارنة كفاءات العديد من الاستثمارات المختلفة. من الناحية الاقتصادية البحتة تُعتبر إحدى الطرق لربط الأرباح برأس مال المستثمر. عائد الاستثمار هو مقياس أداء تستخدمه الشركات لتحديد كفاءة الاستثمار أو عدد الاستثمارات المختلفة.
في قطاع الأعمال، يتمثل الغرض من قياس عائد الاستثمار في قياس معدلات عائد الأموال المستثمرة في الكيان الاقتصادي في كل فترة من أجل تحديد ما إذا كان يجب القيام بالاستثمار أم لا. يستخدم أيضًا كمؤشر لمقارنة الاستثمارات المختلفة. عادةً ما يتم إعطاء الأولوية للاستثمار ذي أكبر عائد استثمار، على الرغم من أنه ينبغي أيضًا مراعاة انتشار عائد الاستثمار خلال الفترة الزمنية للاستثمار. في الآونة الأخيرة، تم تطبيق المفهوم أيضًا على استثمارات وكالات التمويل العلمي (مثل المؤسسة الوطنية للعلوم) في البحث عن الأجهزة مفتوحة المصدر والعوائد اللاحقة للتكرار الرقمي المباشر.

## الهدف
يوفر عائد الاستثمار والمقاييس الأخرى ذات الصلة لمحة عن الربحية، ويُجرى تعديله حسب حجم الأصول المُستثمرة المُقَيَدةَ في الشركة أو المشروع. عادة ما يُقارَن عائد الاستثمار مع الربح المتوقع (أو المطلوب) من الاستثمار. لا يعتبر عائد الاستثمار نسبة قابلة للتعديل بمرور الوقت (على خلاف القيمة الحالية الصافية). أغلب الكتب تصف عائد الاستثمار على أنه استثمار «السنة صفر» ويمثل دخل سنتين إلى ثلاث سنوات.
ترتبط القرارات التسويقية مع عائد الاستثمار (الأرباح)، لكن هذه القرارات ذاتها تؤثر على معدل استخدام الأُصول ومتطلبات رأس المال (مثل المبالغ المُستحَقة والمَخزونة). يجب على المسوقين أن يعرفوا حجم شركتهم والعائدات المتوقعة. في دراسة استقصائية أُجريت على 200 مدير تسويقي متقدم، وُجد أن 77% منهم يعتقدون أن عائد الاستثمار هو أداة مفيدة للغاية.
يشتمل مصطلح عائد الاستثمار على ما هو أكثر من الربح المادي. مثل العائد الاجتماعي الاستثماري.(SROI)  وهو طريقة مبنية على مبادئ معينة لحساب القيمة المالية الإضافية (القيمة الاجتماعية والبيئية غير المنعكسة حاليًا في الحسابات المالية التقليدية) بالنسبة للموارد المستثمرة. إذ يمكن استخدامها بواسطة أي كيان لتقييم التأثير على حملة الأسهم والتعرف على طرق لتحسين الأداء وتعزيز أداء الاستثمارات.

### مخاطر استخدام عائد الاستثمار
بالنسبة لأداة تستخدم لاتخاذ قرار ما، فإن عائد الاستثمار بسيط الفهم. وهذه البساطة تعطي المستخدمين حرية اختيار المتغيرات مثل طول زمن الحساب، تضمين التكاليف غير المباشرة وأي عوامل يجب الاعتماد عليها لحساب الدخل أو التكاليف. لذا فإن استخدام عائد الاستثمار كمؤشر لإعطاء الأولوية للمشاريع الاستثمارية فيه شيء من المجازفة، خصوصًا كون عائد الاستثمار لا يشتمل على توضيح لماهية مكوناته.
بالنسبة للاستثمارات بعيدة الأمد، فإن الحاجة إلى تعديل القيمة الحالية الصافية هو أمر مهم. وكما في التدفق النقدي المخصوم، يجب استخدام عائد الاستثمار المخصوم كبديل.
أحد أكبر المخاطر المرتبطة بالحساب التقليدي لعائد الاستثمار هو عدم شموله للقيم والمخاطر بعيدة وقريبة الأمد المرتبطة برأس المال الطبيعي والاجتماعي، وذلك لأنه لا يَأخذ بالحسبان الأداء البيئي والاجتماعي والإداري لمنظمة ما. ودون مقياس للأداء البيئي والاجتماعي والإداري للشركات، فإن صانعي القرار سيكونون قد خططوا للمستقبل دون إعارة التأثيرات المرتبطة بقراراتهم أي أهمية.

## الحسابات
لإجراء مراجعة لفترة زمنية معينة، يُقسَّم العائد (صافي الربح) على المصادر المُلتزَم بها (الاستثمار)
عائد الاستثمار = صافي الربح/ الاستثمار
إذ إن:
صافي الدخل = مجمل الربح - المصروفات
الاستثمار = المخزون + المتداول في السوق + المطلوبات
أو
عائد الاستثمار = (ربح الاستثمار - تكلفة الاستثمار)/ تكلفة الاستثمار
أو
عائد الاستثمار = (الإيرادات - تكلفة البضائع المباعة)/ تكلفة البضائع المباعة

### المُلكية
تتعقد حسابات عائد الاستثمار عندما يُعاد تمويل الممتلكات العقارية، أو عند أخذ قرض عقاري ثان. إذ إن الفائدة ترتفع عند أخذ قروض عقارية ثانية أو عند إعادة التمويل، أو قد تُفرض رسوم أخرى، كل ما ذكر يؤدي إلى تخفيض عائد الاستثمار عند إدخال أرقام جديدة في معادلة عائد الاستثمار. وقد تزداد تكاليف الصيانة والضرائب ونسبة الفائدة إذا كان مالكو المباني السكنية المعروضة للإيجار والعقارات التجارية هم من يدفعون تلك التكاليف.
تتطلب العقارات المُشترَيَة بقرض عقاري بسعر فائدة قابل للتعديل (ARM) حسابات معقدة، إذ تزداد الفائدة بمعدل سنوي في هذا النوع من العقارات خلال مدة القرض.

### الاستثمار التسويقي
لا يؤثر التسويق على صافي الأرباح فحسب بل ويؤثر على مستوى الاستثمار أيضًا. المصانع والمعدات الجديدة، المخزونات والمستحقات هم ثلاثة من أهم أصناف الاستثمار التي تتأثر بالقرارات التسويقية. وحسب دراسة جديدة فإن التعاون مع مؤثرين ناشئين في شراكة عمل يأتي بعائد استثمار أعلى من آخر عند التعاون مع المشاهير الكبار.
عائد الاستثمار، العائد على صافي الأصول، العائد على رأس المال، العائد على رأس المال المستثمر هي كلها مقاييس متشابهة تختلف بطريقة تعريف الاستثمار.
يُعد عائد الاستثمار مقياسًا مهمًا لمديري التسويق وذلك بسبب تأثيره على الميزانية المُخصصة للتسويق. إذ يساعد عائد الاستثمار على تمييز نشاطات المزيج التسويقي التي يجب الاستمرار بتمويلها عن تلك التي يجب قطع التمويل عنها.
بروتوكول رسوم الفارق (عائد الاستثمار المعتمد على العملة المشفرة)   (SFP)
كان أول ظهور له عبر تقنية البلوك تشين على منصة راديوم كور، يعتبر بروتوكول رسوم الفارق أسلوبًا جديدًا في إثبات هيكلية الحصة من خلال استلام مكافأة إلكترونية في مقابل تأمين وحماية الشبكة.
تُدار شبكات البلوك تشين من قبل أشخاص مختلفين يأخذ كل منهم مكافاة إضافية بعد أن يقوم شخص ما بتسجيل بيانات جديدة على منصة السمارت تشين.
تاريخيًا، أُدرجت رسوم الصفقات كمكافأة من الصفقة. لكن بروتوكول رسوم الفارق أكد على أن تلك الطريقة غير عادلة، وذلك لأن المَحافظ ذات الأموال الأكثر ستتلقى مكافئات أكبر.
في بروتوكول رسوم الفارق، تمنح الرسوم إلى المراهنين ببطء عبر 1440 دفعة متتابعة وليس دفعة واحدة، وذلك لضمان عدم استيلاء مراهن قوي على كل المكافئات. تحصل أغلب دفعات الحصص على مكافأة أعلى بقليل من المكافأة المعلنة، وذلك نتيجة لهذا البروتوكول. كلما ازداد استخدام الشبكة وازداد عدد الصفقات ستزداد المكافآت من رسوم الفارق طرديًا.

## عائد التكامل
لمعالجة عدم التكامل في القيم والمخاطر المرتبطة برأس المال الطبيعي والاجتماعي في الحساب التقليدي لعائد الاستثمار، تُقيّم الشركات أداءها البيئي والاجتماعي والإداري (ESG)  عبر إدارة تكاملية تؤدي إلى توسعة عائد الاستثمار إلى عائد التكامل.
يتيح ذلك للشركات إمكانية تقييم استثماراتهم ليس للعائد المادي فحسب وإنما للعائد البيئي والاجتماعي على المدى البعيد أيضًا.
بعد أن يُسلَط الضوء على الأداء البيئي والاجتماعي والإداري في التقارير، سيملك صانعو القرار الفرصة لاستكشاف مجالات جديدة لخلق القيمة والتي لم تكن لتستكشف بالاعتماد على التقارير المالية التقليدية. التكلفة الاجتماعية للكربون هي قيمة يمكن إدراجها في حسابات عائد التكامل لتشمل الضرر الذي يحل بالمجتمع بسبب انبعاثات غازات الاحتباس الحراري الناتجة عن استثمار ما. وهذا أسلوب متكامل لإعداد التقارير يدعم المحصلة النهائية المتكاملة في صنع القرار وهو أكثر تطورًا من المحصلة الثلاثية، إذ إنه يدمج تقارير الأداء المالي والبيئي والاجتماعي في ميزانية عمومية واحدة. يوفر هذا الأسلوب لصانعي القرار نظرة ثاقبة لتحديد فرص خلق القيمة لتعزيز النمو والتغيير في المنظمة.